# Privatización del sector energético
La privatización del sector energético es un término que se refiere al proceso de conversión del sector energético de un régimen paraestatal hacia uno en el que el sector se encuentre abierto al mercado de las empresas privadas. Es tema de controversia en muchos países.

## Críticas
Existen muchos argumentos sobre si en verdad se debiese privatizar este sector que significa una gran parte de los ingresos nacionales en muchos países. Las tres principales razones que impulsan a la gente a pensar en contra de ello son:
- La extranjerización: la compra y control del sector de forma total o parcial por parte de empresas privadas extranjeras.
- La monopolización: el dominio de facto de una sola empresa privada sobre todas las demás, en la que los recursos e ingresos se dirigen a una sola empresa.
- El desempleo: aunque nuevas empresas privadas traerían nuevos empleos consigo, miles de trabajadores que anteriormente se encontraban en las empresas gubernamentales quedarían sin trabajo.

## México
En México, cuyas empresas energéticas paraestatales principales son PEMEX (Petróleos Mexicanos) y la CFE (Comisión Federal de Electricidad), el tema de la privatización del sector energético ha tomado una gran importancia en sus apariciones en las campañas de personajes políticos, ya que mientras una parte de la población se siente segura con el actual sistema, otros sienten que la paraestatalidad del sector ha convertido a la economía en deficiente, y que la privatización traería nuevas oportunidades.

## Documentales
- "Catastroika" (2012) de los creadores de Debtocracy, es proyecto de financiación colectiva con Licencias Creative Commons que analiza la privatización de los activos del estado en diferentes procesos históricos: República Democrática Alemana, ex-Unión Soviética, Gran Bretaña, Francia, Grecia, etc.

- Datos: Q6086916